# Князьков, Александр Львович
Алекса́ндр Льво́вич Князько́в (род. 22 октября 1962, Ярославль) — председатель Правительства Ярославской области (2012—2016).

## Биография
Александр Князьков родился в 1962 году в Ярославле в семье инженеров. Александр Князьков проходил обучение в средней школе № 49. В детском возрасте юный Александр Князьков активно занимался спортом (лыжами), посещал химический кружок, а также музыкальную школу, где учился играть на пианино.
В 1985 году окончил Ярославский политехнический институт по специальности «технология основного органического и нефтехимического синтеза». Работал на Ярославском нефтеперерабатывающем заводе оператором технологической установки, главным инженером, техническим директором, с 2009 — директором.
Под его руководством на НПЗ прошла комплексная модернизация предприятия, было создано новое каталитическое производство, установлены очистные, которые позволили в 5 раз сократить объём вредных выбросов в атмосферу. Были внедрены новые стандарты системы управления. В 2011 году предприятие первым в РФ полностью перешло на выпуск автомобильного топлива по стандарту ЕВРО 5.
Со 2 марта 2008 по 20 декабря 2012 года — депутат Ярославской областной думы 5-го созыва (был избран по единому общеобластному избирательному округу от Ярославского регионального отделения политической партии «Единая Россия»), входил в комитет по экономической политике.
С 21 декабря 2012 года — Первый заместитель губернатора Ярославской области, председатель Правительства; утверждён в должности Ярославской областной Думой 6-го созыва («за» — 42 из 46).
Занимался вопросами строительства детских дошкольных учреждений, расселения ветхого аварийного жилья, завершения «догостроев» медицинских учреждений, дорожного строительства. В сентябре 2014 года предложил дорожную стратегию Ярославской области, в которой приоритет отдавался капитальному ремонту опорной дорожной сети региона; предложил переводить деньги от штрафов за несоблюдение ПДД в региональный дорожный фонд и использовать их на ремонт дорог. Стратегия предусматривает поэтапное увеличение доли вложений в ремонт опорной сети с 3 % до 40 % от общего количества средств, выделенных в регионе на дороги, а также отказ от ямочных ремонтов в пользу основательной смены покрытия и создание государственного дорожного предприятия путём реорганизации ГУПов. Выступил арбитром в разрешении конфликта между «Газпром Межрегионгазом» и ТГК-2, вследствие которого была отключена подача газа на объекты ТКГ-2 за долги, и часть домов Ярославля осталась без горячей воды.
В 2014 году открыл персональный сайт в формате онлайн-приёмной — «Князьков.онлайн», на котором жители Ярославской области получили возможность напрямую задавать проблемные вопросы председателю Правительства, голосовать за них и получать ответы в формате видео. После ухода Князькова с данной должности сайт прекратил работу.
С августа 2016 года — заместитель Губернатора области — руководитель Представительства Ярославской области при Правительстве РФ.
Увлекается лыжами, горными лыжами; предпочитает активный отдых, рыбалку и охоту.

### Семья
Отец — Лев Александрович Князьков (5.5.1927 — 25.6.2013), директор Ярославского филиала института «Резинопроект» (1968—1993); лауреат премии Совета Министров СССР (1975), Заслуженный химик РСФСР (1988); был председателем Ассоциации жертв политических репрессий города Ярославля.
Мать — Клавдия Александровна Мачтина, преподавала на кафедре органического синтеза Ярославского политехнического института.
Жена — Марина Альбертовна Князькова, работала на НПЗ в городе Ярославле. Дети:
- Наталья — хирург в больнице имени Семашко;
- Александр — кандидат юридических наук, адвокат адвокатской палаты Ярославской области, доцент кафедры уголовного права Университета им. О.Е. Кутафина (МГЮА).

## Награды
- звание «Ветеран ОАО „Славнефть-ЯНОС“»
- звание "Герой труда ОАО «НГК „Славнефть“»"
- знак «За безупречную работу» II и III степени ОАО «НГК „Славнефть“»
- благодарность и почётная грамота Министерства промышленности и энергетики РФ.